# Antonio Mulero Guerrero
Pour les articles homonymes, voir Guerrero (homonymie).
Antonio Mulero Guerrero, né à Bédar, en Andalousie, le 16 janvier 1904 et mort le 26 novembre 1941 dans le Camp de concentration de Gusen, en Autriche, est un résistant espagnol.

## Biographie
Antonio Mulero Guerrero épouse Francisca Molina Ureña, originaire également de la ville de Bédar.  
Le couple a une fille, María Molero Molina, et déménage en Catalogne, d'abord à Cardona, puis à Santpedor et à Sallent, avant l'emprisonnement d'Antonio au camp de concentration d'Argelès-sur-Mer lors de l'avènement de la dictature franquiste en 1939. Alors que la Seconde Guerre mondiale éclate, Antonio Mulero Guerrero est déporté au camp de camp de concentration de Mauthausen. 
Il meurt violemment au camp de concentration de Gusen en 1941.